# Marhaura
Marhaura è una città dell'India di 24.534 abitanti, situata nel distretto di Saran, nello stato federato del Bihar. In base al numero di abitanti la città rientra nella classe III (da 20.000 a 49.999 persone).

## Geografia fisica
La città è situata a 25° 58' 0 N e 84° 52' 0 E e ha un'altitudine di 51 m s.l.m..

## Società

### Evoluzione demografica
Al censimento del 2001 la popolazione di Marhaura assommava a 24.534 persone, delle quali 12.667 maschi e 11.867 femmine. I bambini di età inferiore o uguale ai sei anni assommavano a 4.540, dei quali 2.397 maschi e 2.143 femmine. Infine, coloro che erano in grado di saper almeno leggere e scrivere erano 10.323, dei quali 6.887 maschi e 3.436 femmine.